# Тіс Каспарайт
Тіс Каспарайт (нім. Thies Kaspareit, 1 лютого 1964) — німецький вершник.
Олімпійський чемпіон 1988 року в командному триборстві.